# Minivete-vermelhão
Minivete-vermelhão (Pericrocotus miniatus) é uma espécie de ave da família Corvidae. É endémica da Indonésia.